# Confession (film 1929)
Confession è un cortometraggio del 1929 diretto da Lionel Barrymore. Prodotto e distribuito dalla MGM, il film uscì in sala il 12 gennaio 1929.